# Archimicrodon
Archimicrodon  (лат.) — род мух-журчалок (Syrphidae) подсемейства Microdontinae.Обитают в Афротропике, Ориентальной области, Австралазии, и восточной Палеарктике.  

## Описание
Длина тела имаго 4—11 мм. Лицо выпуклое. Усики короткие. Глаза без волосков. Брюшко овальной формы, соотношение его длины и ширины 1:1,5—1:2.

## Классификация
Насчитывается около 45 видов в двух подродах. Первоначально Archimicrodon был описан как подрод в составе рода Microdon.
- Подрод Archimicrodon Hull, 1945
  - Archimicrodon ampefyanus (Keiser, 1971)
  - Archimicrodon barringtonensis (Ferguson, 1926)
  - Archimicrodon boharti (Curran, 1947)
  - Archimicrodon brachycerus (Knab & Malloch, 1912)
  - Archimicrodon brevicornis (Loew, 1858)
  - Archimicrodon browni (Thompson, 1968)
  - Archimicrodon caeruleomaculatus (Keiser, 1971)
  - Archimicrodon caeruleus (Brunetti, 1908)
  - Archimicrodon clatratus (Keiser, 1971)
  - Archimicrodon clavicornis (Sack, 1926)
  - Archimicrodon fenestrellatus (Keiser, 1971)
  - Archimicrodon fergusoni (Goot, 1964)
  - Archimicrodon grageti (Meijere, 1908)
  - Archimicrodon incisuralis (Walker, 1865)
  - Archimicrodon investigator (Hull, 1937)
  - Archimicrodon kavitahaius (Keiser, 1971)
  - Archimicrodon lanka (Keiser, 1958)
  - Archimicrodon liberiensis (Curran, 1929)
  - Archimicrodon limbinervis (Meijere, 1908)
  - Archimicrodon luctiferus (Walker, 1865)
  - Archimicrodon malagasicus (Keiser, 1971)
  - Archimicrodon malukensis Reemer, 2013
  - Archimicrodon minuticornis (Curran, 1931)
  - Archimicrodon nicholsoni (Ferguson, 1926)
  - Archimicrodon nigrocyaneus (Hull, 1964)
  - Archimicrodon novaeguineae (Meijere, 1908)
  - Archimicrodon obesus (Herve-Bazin, 1913)
  - Archimicrodon purpurescens (Shiraki, 1963)
  - Archimicrodon ranavalonae (Keiser, 1971)
  - Archimicrodon simplex (Shiraki, 1930)
  - Archimicrodon simplicicornis (Meijere, 1908) = syn. Archimicrodon digitator Hull, 1937 typus
  - Archimicrodon sudanus (Curran, 1923)
  - Archimicrodon tabanoides (Hull, 1944)
  - Archimicrodon tenuifrons (Curran, 1929)
  - Archimicrodon testaceus (Walker, 1857)
  - Archimicrodon varicornis (Sack, 1926)
  - Archimicrodon venosus (Walker, 1865)
  - Archimicrodon vittatus (Macquart, 1850)
  - Archimicrodon wainwrighti (Curran, 1938)

- Подрод Hovamicrodon Keiser, 1971
  - Archimicrodon flavifacies (Keiser, 1971)
  - Archimicrodon fuscipennis (Keiser, 1971)
  - Archimicrodon hova (Herve-Bazin, 1913)
  - Archimicrodon nubecula (Keiser, 1971)
  - Archimicrodon silvester (Keiser, 1971)
  - Archimicrodon vulpicolor (Hull, 1941)